# Vladimir Borisovich Kramnik
Vladimir Borisovich Kramnik (tiếng Nga: Владимир Борисович Крамник; sinh ngày 25 tháng 6 năm 1975) là đại kiện tướng cờ vua người Nga và là cựu vô địch cờ vua quốc tế hợp nhất. Kramnik đã thông báo công khai về việc giải nghệ thi đấu chuyên nghiệp vào tháng 1/2019. Theo bảng xếp hạng của FIDE vào tháng 11/2021, Kramnik  có hệ số Elo là 2755 .

## Sự nghiệp

### Vô địch cờ vua thế giới
Vào tháng 10 năm 2000, anh thắng Garry Kasparov trong cuộc đấu 16 ván tại Luân Đôn để trở thành Nhà vô địch Cờ vua Cổ điển Thế giới (Classical World Chess Champion). Cuối năm 2004, Kramnik giữ giải vô địch khi thắng Péter Lékó trong cuộc đấu 14 ván tại Brissago (Thụy Sĩ).
Vào tháng 10 năm 2006, Kramnik, vẫn được xem là Nhà vô địch Cờ vua Cổ điển Thế giới, thắng Veselin Topalov, Nhà vô địch Cờ vua Thế giới của FIDE, trong cuộc đấu thống nhất. Có nhiều tranh cãi về vụ Kramnik vào phòng vệ sinh nhiều trong cuộc đấu. Kramnik hủy bỏ ván thứ 5 khi từ chối chơi cờ do Ủy ban Thượng thẩm thay đổi điều kiện của cuộc đấu. Cuộc đấu ngang điểm 6–6 sau 12 ván thường và Kramnik thắng ván cờ nhanh giải quyết ngang điểm 2,5–1,5.

### Giải vô địch cờ vua thế giới 2007 tại Mexico
Khi Kramnik thắng trận đấu hợp nhất danh hiệu vô địch năm 2006, anh giành luôn vị trí của Topalov tại Giải vô địch thế giới 2007 với tư cách đương kim vô địch FIDE. Mặc dù theo truyền thống chức vô địch cờ vua thế giới được quyết định bằng một trận đấu tay đôi chứ không qua một giải đấu, Kramnik nhấn mạnh rằng anh sẽ công nhận quán quân giải đấu này là nhà vô địch thế giới 
Tại giải đấu được tổ chức vào tháng 9 năm 2007, Kramnik chỉ về đồng hạng nhì. Viswanathan Anand vô địch giải đấu (hơn Kramnik 1 điểm), đồng nghĩa với việc giành chức vô địch thế giới từ tay Kramnik.

### 2009
Tháng 7 Kramnik lần thứ 9 vô địch giải cờ Dortmund (Elo trung bình 2744, nhóm 20) với 6½ điểm / 10 trận, hơn nhóm về nhì 1 điểm .
Tháng 11 Kramnik vô địch giải cờ Tưởng niệm Tal, giải cờ được đánh giá là mạnh nhất năm 2009 (với hệ số Elo trung bình là 2764, thuộc nhóm 21), với 6 điểm / 9 trận (3 thắng 6 hoà) . Giải có các kì thủ mạnh tham dự như đương kim vô địch thế giới Anand, kì thủ Elo trên 2800 Carlsen...

### Năm 2011
Năm 2011 Elo của anh trở lại mức 2800. Theo bảng xếp hạng tháng 11, Kramnik là một trong 4 kỳ thủ có Elo vượt mức 2800 .
Vào cuối năm (tháng 12), Kramnik vô địch giải cờ vua London lần thứ 3. Giải năm 2011 là một giải mạnh với 9 kỳ thủ tham dự, trong đó có đủ mặt 4 kỳ thủ có Elo trên 2800 và 4 kỳ thủ mạnh nhất của nước chủ nhà Anh. Kramnik thắng 4 kỳ thủ chủ nhà và hòa các trận còn lại, được 16 điểm .

## Đánh vớirô-bốt
- 2002, Bahrain — trận với phiên bản 8 Deep Fritz, hòa 4:4.
- 2006, Bonn — trận với phiên bản 10 Deep Fritz, thua 2:4.

## Sức khoẻ và đời tư
Kramnik được chẩn đoán bị một dạng hiếm của bệnh viêm khớp, có tên là viêm đốt sống dẫn tới cứng khớp (tiếng Anh: ankylosing spondylitis). Nó gây cho anh sự bất tiện, mệt mỏi khi thi đấu. Tháng 1 năm 2006, Kramnik tuyên bố rằng anh phải bỏ giải Corus ở Wijk aan Zee để trị bệnh.. Anh quay trở lại vào tháng 6 năm 2006, tham gia Olympiad cờ vua lần thứ 37. Anh thi đấu tốt ở giải này, có hệ số thi đấu cao nhất (2847) trong hơn 1300 kì thủ tham dự.
Tháng 12 năm 2006 Kramnik cưới nhà báo người Pháp Marie-Laure Germon. Hai người có một con gái sinh vào tháng 12 năm 2008 .